# Николо-Торжский район
Николо-Торжский район — административно-территориальная единица в составе Ленинградской области РСФСР с центром в селе Никольский Торжок, существовавшая в 1927—1931 годах.
Николо-Торжский район в составе Череповецкого округа Ленинградской области был образован в августе 1927 года из 20 сельсоветов Кирилловского уезда Череповецкой губернии.
Всего было образовано 20 с/с: Большепепельский, Брагинский, Бураковский, Васняковский, Гора-Колкачский, Данильцевский, Займищенский, Колкачский, Мелковский, Минчаковский, Никольско-Торжский, Пасынковский, Петровский, Рожевский, Рукинский, Скоковский, Сусельский, Сущевский, Талицкий, Титовский.
В ноябре 1928 года были упразднены Большепепельский, Васняковский, Данильцевский, Пасынковский, Скоковский с/с; образованы Красновский и Кишемский с/с; Брагинский с/с переименован в Волокославинский. В январе 1931 года к Сусельскому с/с Николо-Торжского района был присоединён одноимённый сельсовет, переданный из Усть-Кубинского района Северного края.
20 сентября 1931 года Николо-Торжский район был упразднён, а его территория была передана в Кирилловский район.